# Michèle Kiesewetter

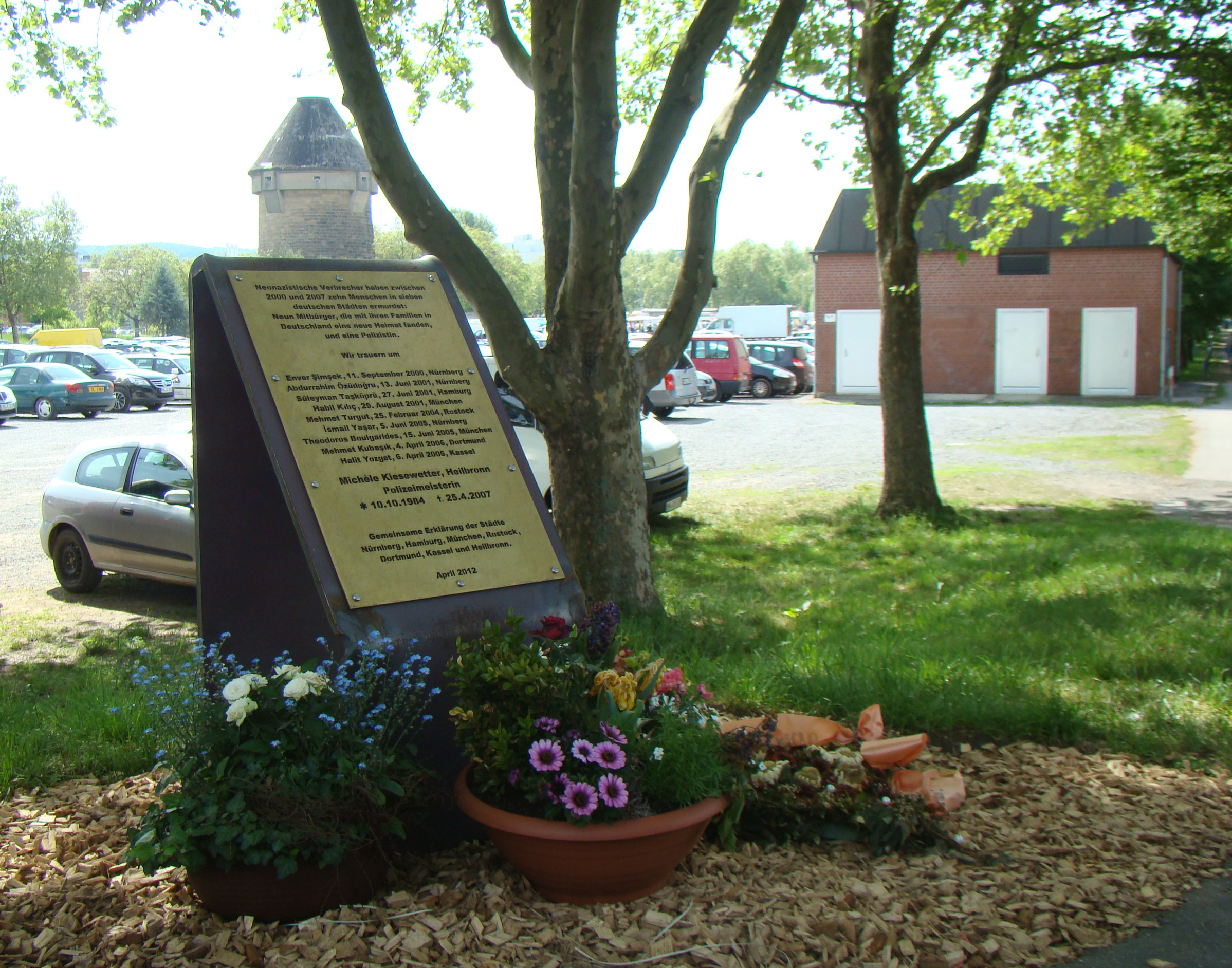
Gedenktafel für die Opfer der neonazistischen Tätergruppe am Tatort in Heilbronn.

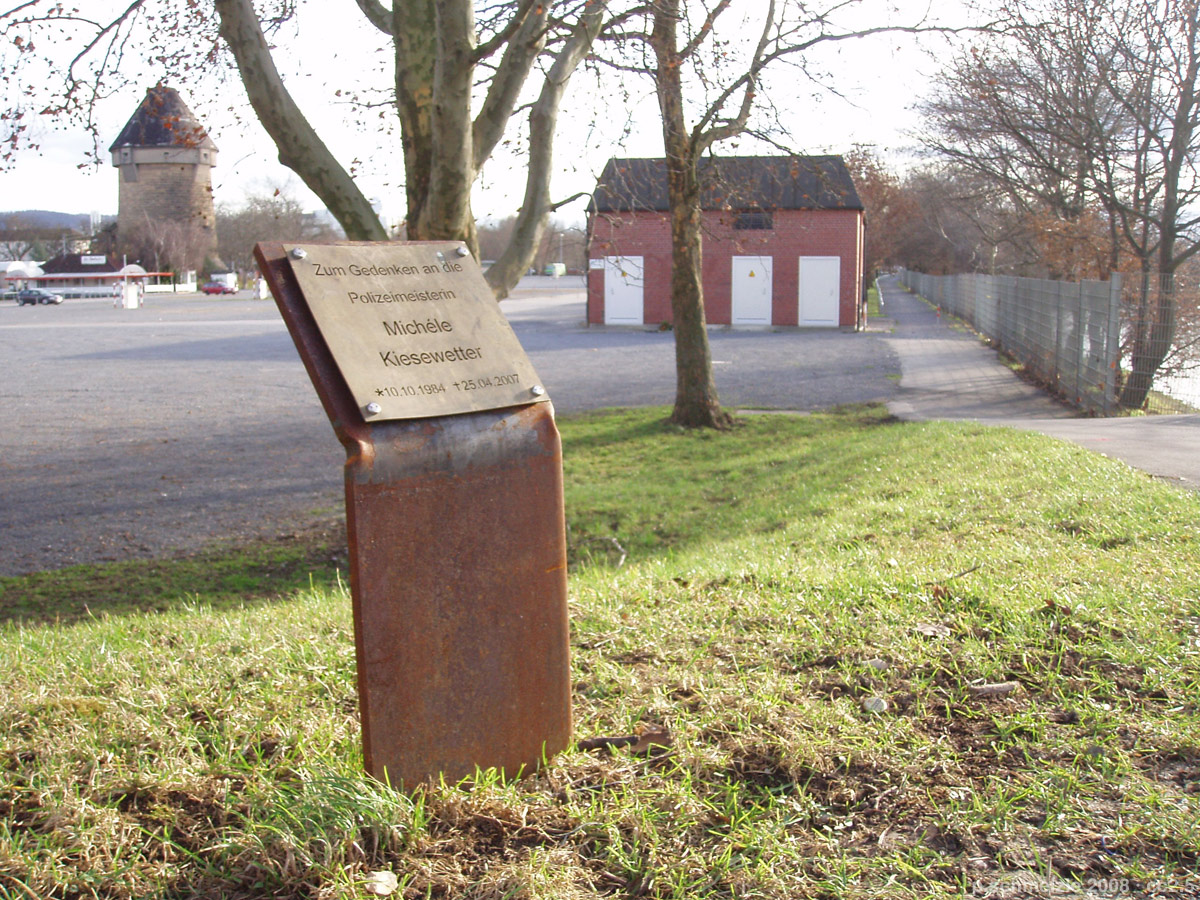
Von 2007 bis 2012 erinnerte an der Stelle der heutigen Gedenktafel diese schlichtere Tafel an die getötete Polizistin Michèle Kiesewetter.

Michèle Kiesewetter (anhörenⓘ; * 10. Oktober 1984 in Oberweißbach/Thüringer Wald; † 25. April 2007 in Heilbronn) war eine deutsche Polizistin und ein Opfer der Terrorgruppe „Nationalsozialistischer Untergrund“ im Polizistenmord von Heilbronn.

## Leben
Kiesewetter wurde in Oberweißbach im Thüringer Wald geboren, ging dort zur Grundschule und war im Kirmesverein. Sie wuchs bei ihrer Mutter und einem Stiefvater auf, dessen Namen sie annahm. Kiesewetter war aktive Sportlerin, sie betrieb Crosslauf und Biathlon. 2002 ging sie zur Polizei, ab 2003 zur Landesbereitschaftspolizei Baden-Württemberg. Am 25. April 2007 wurde Kiesewetter auf der Heilbronner Theresienwiese mit einem gezielten Kopfschuss getötet.
Kiesewetter wurde am 2. Mai 2007 unter Anteilnahme von 1300 Trauergästen in ihrem Heimatort beerdigt.
Der Fernsehfilm Die Nichte des Polizisten ist eine Adaption der Geschehnisse.